# Partito Libertario (Stati Uniti d'America)
Il Partito Libertario (in inglese: Libertarian Party, LP) è un partito politico statunitense fondato l'11 dicembre 1971.
Il suo programma politico è fondato sulla filosofia detta libertarismo, di conseguenza ha come obiettivi cardine meno regolamentazione, maggiore libertà di mercato, maggiore difesa delle libertà civili e individuali; difende il capitalismo puro, si batte contro ogni intervento dello Stato sia nel campo economico sia in quello sociale e in generale propone un certo isolazionismo in politica estera nell'ambito di un non-interventismo a motivazione preminentemente fiscale. In nome del libertarismo si oppone al liberalismo moderno con eccessivo interventismo statale, al neoconservatorismo e al conservatorismo sociale. Con il tempo e nonostante risultati elettorali altalenanti il Partito Libertariano si è affermato come terzo partito di maggior successo negli Stati Uniti dopo quello Democratico e quello Repubblicano. Il candidato presidenziale più votato è stato Gary Johnson nel 2016, con 4 489 233 voti (3,3%).
Nell'aprile 2020, il membro della Camera dei rappresentanti Justin Amash, prima repubblicano e poi indipendente, è passato al Partito Libertario, diventando il primo membro libertario del Congresso nella storia e restando tale fino a gennaio 2021 (non si è ricandidato).

## Storia
La prima convenzione nazionale libertaria si tenne nel giugno 1972. Nel 1978 Dick Randolph dell'Alaska divenne il primo legislatore statale libertario eletto. Dopo le elezioni federali del 1980, il Partito Libertariano assunse il titolo di terzo partito per la prima volta dopo che il Partito Indipendente Americano e il Partito Conservatore di New York (gli altri principali piccoli partiti dell'epoca) continuarono il loro declino. Nel 1994, furono eletti o nominati oltre 40 libertari, all'epoca un record per il partito. Il 1995 ha visto un grande aumento e la registrazione degli elettori per il partito. Nel 1996, il Partito Libertariano divenne il primo third party con lo status di scrutinato in tutti i 50 Stati per due elezioni presidenziali di fila. Alla fine del 2009, 146 libertari occupavano cariche elettive.
Tonie Nathan, candidatasi come vicepresidente per il Partito Libertario alle elezioni presidenziali del 1972 con John Hospers come candidato presidenziale, è stata la prima candidata donna negli Stati Uniti a ricevere un voto elettorale.
Sebbene il partito non abbia mai ottenuto seggi al Congresso degli Stati Uniti, ha avuto successo elettorale nel contesto delle legislature statali e di altri uffici locali. Tre libertari furono eletti alla Camera dei rappresentanti dell'Alaska tra il 1978 e il 1984 e altri quattro al Tribunale generale del New Hampshire nel 1992. Neil Randall, libertario, venne eletto alla Camera dei rappresentanti del Vermont nel 1998 ed è stato rieletto fino al 2004. Il rappresentante dello Stato del Rhode Island Daniel P. Gordon è stato espulso dai repubblicani ed è entrato a far parte del Partito Libertariano nel 2011. Nel luglio 2016 e nel giugno 2017, i libertari hanno nuovamente raggiunto il picco di 4 legislatori, quando 4 legislatori statali di quattro Stati diversi hanno lasciato il Partito Repubblicano per unirsi al Partito Libertariano.
Nel gennaio 2018, il commissario per le Terre pubbliche del Nuovo Messico, Aubrey Dunn Jr., è passato dal Partito Repubblicano a quello Libertariano, diventando il primo ufficiale libertario a livello statale nella storia.
Il risultato più alto del Partito Libertariano alle elezioni presidenziali fu nel 2016, con il 3,3% dei consensi (4.489.233 voti), mentre alle elezioni dei senati statali è il 29,2% in Alaska nel 2016, seguito dal 18% in Massachusetts nel 2002 e il 15% in Nuovo Messico nel 2018.
Il 29 aprile 2020, il membro della Camera dei rappresentanti Justin Amash, eletto per il Michigan, prima repubblicano e poi indipendente, è passato al Partito Libertario, diventando il primo membro libertario del Congresso nella storia.
Alle primarie del partito, la docente di psicologia e già candidata vice-presidente nel 1996 Jo Jorgensen è stata scelta come candidata del partito per le elezioni presidenziali del 2020, alle quali ha ottenuto l'1,2% dei consensi, classificandosi terza.
A novembre 2020 il membro del partito Marshall Burt è stato eletto alla Camera dei rappresentanti del Wyoming con il 54% dei consensi nel suo distretto, diventando il primo libertario eletto a una legislatura di Stato dal 2000 e il primo eletto con oltre il 50% dei consensi.

## Principi
L'ideologia è basata sul libertarismo di destra. Il motto del partito è «Mininum Government, Maximum Freedom» («Stato minimo, massima libertà»). Incorpora anche elementi ideologici della controcultura libertaria.
I concetti chiave del programma politico del partito sono:
- Applicazione massima del principio della libertà di mercato (cosiddetto laissez-faire di tipo giusnaturalista), il che significa distacco totale tra Stato ed economia, drastica riduzione del prelievo fiscale, privatizzazione di tutti i servizi facenti parte dello Stato sociale (sistema pensionistico, sanità, trasformazione di Medicare e Medicaid in servizi basati sulla contribuzione volontaria), eliminazione dei dazi e riduzione della regolamentazione statale anche in tema di mercato del lavoro (comprese le quote razziali introdotte a partire dal Civil Rights Act del 1964 e i divieti di licenziamento in alcuni casi)
- Fine del sistema della scuola pubblica statunitense, incrementando le possibilità e la diversificazione di scelta scolastica per i genitori degli studenti con la possibilità di determinare il loro percorso formativo.
- Legalizzazione dei cosiddetti crimini senza vittime[43], ovvero tutti i reati che non producono vittime e riguardano scelte personali, ad esempio la prostituzione, la pornografia[44], la poligamia[45], l'uso di sostanze stupefacenti (antiproibizionismo)[44][46], l'eutanasia, il suicidio assistito o il gioco d'azzardo. Abolizione della censura in ogni forma.

Sostegno alla libertà di parola (seguendo strettamente il primo emendamento) e ai diritti degli omosessuali.
- Protezione del diritto di proprietà.
- Difesa delle libertà civili e individuali e dell'habeas corpus contro le leggi antiterrorismo restrittive come l'USA PATRIOT Act, di cui si propone la totale abrogazione. Il Partito Libertario si oppone a maggioranza all'amministrazione della pena di morte da parte dello Stato o del governo federale (ritenuta un abuso statale e una violazione dell'ottavo emendamento), ammettendo solo la legittima difesa del cittadino. Il LP è favorevole a un sistema carcerario parzialmente privatizzato ma è contro lo "stato di polizia", l'autoritarismo e il militarismo.
- Supporto del diritto all'autodifesa e del porto d'armi per ogni cittadino basandosi sul principio di non aggressione e sul secondo emendamento.
- Politica estera non-interventista, fondamentalmente per motivi fiscali (manifestazioni pubbliche come il non volere pagare la guerra in Iraq, fine delle sovvenzioni pubbliche a organismi militari come NATO o Paesi stranieri come Israele), diminuzione delle spese militari e limitazione dell'esercito alla semplice difesa dei confini; opposizione a qualsiasi proposta di leva obbligatoria.
- Riduzione consistente dei poteri e delle dimensioni di organismi federali come CIA, U.S. Marshals ed FBI, abolizione o ridimensionamento di NSA e Homeland Security, e altri ancora.
- Abolizione del sistema di moneta legale in favore del ritorno alla parità aurea o al sistema di banche libere.

## Controversie
Nel 2015 il candidato senatore per la Florida, Augustus Sol Invictus, ha smembrato sadicamente una capra in un sacrificio rituale; la pratica è associata a Thelema, una religione occulta pagana basata sugli insegnamenti di Aleister Crowley a cui Sol Invictus aderisce.
Il 7 marzo 2021, Jeremy Kauffman, un importante membro del Mises Caucus e candidato senatore per lo Stato del New Hampshire, ha twittato:
All'inizio del 2021, il Mises Caucus in California ha invitato un provocatore antisemita di nome Bryan Sharpe (noto anche come Hotep Jesus) a parlare alla sua convention statale. Angela McArdle, attuale presidente del comitato nazionale del Libertarian Party, ha difeso l'invito affermando: "Non credo che chi cerca di essere un ricercatore della verità e di capire cosa sta succedendo, e ha posto la domanda se gli ebrei gestiscano o meno Hollywood, sia un antisemita".

## Risultati alle elezioni presidenziali
| Anno | Candidati presidente/Vice presidente | Voti      | Voti in % | /%    | Grandi elettori |
| ---- | ------------------------------------ | --------- | --------- | ----- | --------------- |
| 1972 | John Hospers/Theodora Nathan         | 3 674     | <0,01%    | 0,01% | 1               |
| 1976 | Roger MacBride/David Bergland        | 172 553   | 0,21%     | 0,20% | 0               |
| 1980 | Ed Clark/David Koch                  | 921 128   | 1,06%     | 0,85% | 0               |
| 1984 | David Bergland/James A. Lewis        | 228 111   | 0,25%     | 0,81% | 0               |
| 1988 | Ron Paul/Andre Marrou                | 431 750   | 0,47%     | 0,22% | 0               |
| 1992 | Andre Marrou/Nancy Lord              | 290 087   | 0,28%     | 0,19% | 0               |
| 1996 | Harry Browne/Jo Jorgensen            | 485 759   | 0,50%     | 0,22% | 0               |
| 2000 | Harry Browne/Art Olivier             | 384 431   | 0,36%     | 0,14% | 0               |
| 2004 | Michael Badnarik/Richard Campagna    | 397 265   | 0,32%     | 0,04% | 0               |
| 2008 | Bob Barr/Wayne Allyn Root            | 523 713   | 0,40%     | 0,08% | 0               |
| 2012 | Gary Johnson/James P. Gray           | 1 275 923 | 0,99%     | 0,59% | 0               |
| 2016 | Gary Johnson/William Weld            | 4 489 341 | 3,28%     | 2,29% | 0               |
| 2020 | Jo Jorgensen/Spike Cohen             | 1 865 917 | 1,18%     | 2,1%  | 0               |
| 2024 | Chase Oliver/Mike ter Maat           | 662 594   | 0,40      | 0,78% | 0               |

## Simboli

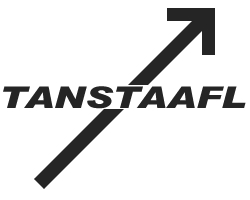
Simbolo ufficiale negli anni '70
Simbolo elettorale usato in passato
Simbolo ufficiale dal 2015
Simbolo elettorale attualmente in uso